# کارلیان شوتنز
کارلیان شوتنز (انگلیسی: Carlijn Schoutens؛ زادهٔ ۱۲ دسامبر ۱۹۹۴) ورزشکار اسکیت سرعت اهل پادشاهی هلند است.
وی در مسابقات کشوری و بین‌المللی در مجموع برندهٔ ۱ مدال برنز شده‌است.